# Tapeless
 (décembre 2016).
Dans le monde du broadcasting professionnel, on dit d'un système qu'il est tapeless (sans cassette) lorsque tout ou partie de la chaîne entre l'acquisition et la diffusion des sources audio et vidéo est prise en charge par des systèmes numériques remplaçant les bandes.

## Analogies et avantages
Pour bien comprendre cette différence, on peut prendre l'analogie avec les systèmes de salon : le magnétoscope et l'enregistreur à disque dur intégré. Dans un des deux cas, la bande, on doit procéder à des opérations mécaniques (rembobinage, éjection, temps d'attente, etc.) par opposition à une facilité et une instantanéité impressionnante avec le disque dur.
Ces avantages sont les mêmes dans les workflows professionnels et s'additionnent souvent pour avoir des mises en œuvre plus efficaces, plus rapides et plus sûres.
Les avantages d'un système tapeless sont donc les suivants :
- accès direct et instantané à tout endroit des médias
- pas d'usure mécanique
- temps d'indisponibilité (bobinage, transfert,...) nuls
- montage aisé (insertion, suppression, copies, renommage) et plus rapide
- montage demandant moins de machines (avec des cassettes, il faut au moins 2 machines, une pour la lecture, l'autre pour l'enregistrement)
- ajout de métadonnées immédiat et complet
- recherche facilitée de ces médias
- espace de stockage moins coûteux
- pas de vieillissement ou d'entretien des cassettes

## Avènement
L'avènement des systèmes tapeless est bien sûr dû à l'émergence de l'informatique, des serveurs vidéo et de la mise au point de codecs de qualité pour transporter ces signaux vidéo.